# Johann Georg II. (Sachsen)

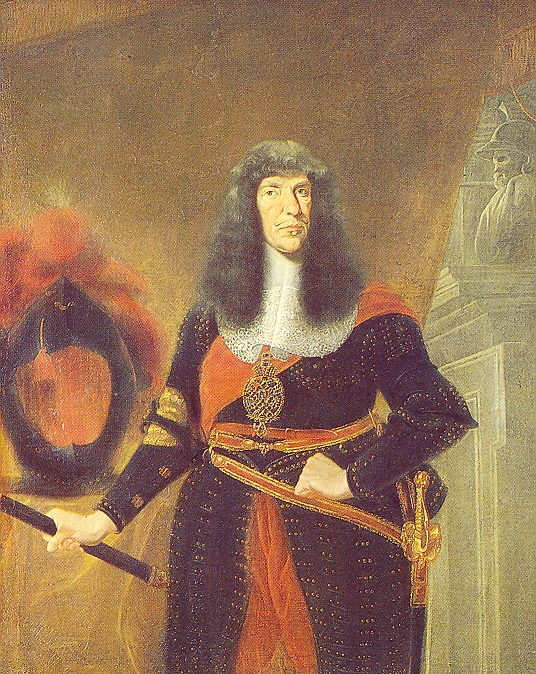
Johann Georg II., Gemälde von Johann Fink, vor 1675

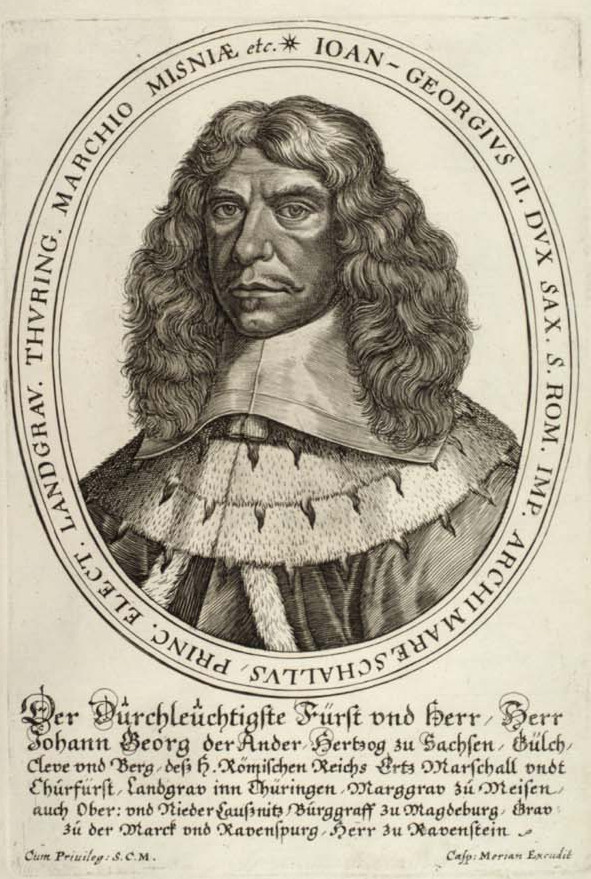
Johann Georg II., Darstellung aus einem Krönungsdiarium aus dem Jahre 1658

Wappen Johann Georgs II.

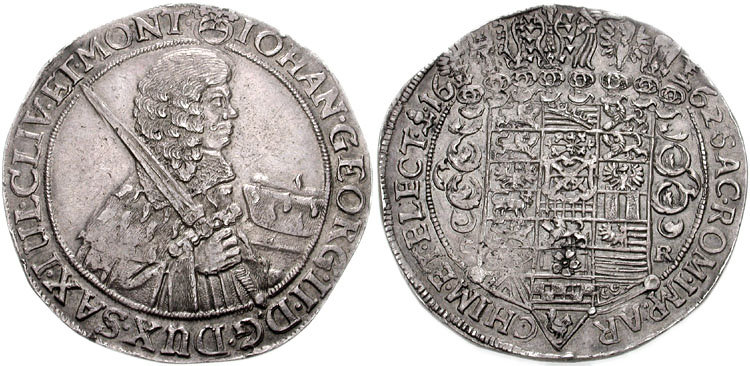
Das Münzbild Johann Georgs II. im Kurornat auf seinen Erbländischen Talern der Münzstätte Dresden

Johann Georg II. (* 31. Maijul. / 10. Juni 1613greg. in Dresden; † 22. Augustjul. / 1. September 1680greg. in Freiberg) war ein Fürst von 1656 bis 1680 Kurfürst von Sachsen und Erzmarschall des Heiligen Römischen Reiches Deutscher Nation aus dem Haus Wettin (albertinische Linie).

## Leben
Johann Georg war ein Sohn des sächsischen Kurfürsten Johann Georg I. (1585–1656) aus dessen zweiter Ehe mit Magdalena Sibylle (1586–1659), Tochter des Herzog Albrecht Friedrich von Preußen.
Seine Regierungszeit war von dem wirtschaftlichen Wiederaufbau Sachsens nach dem Dreißigjährigen Krieg geprägt. Die Wirtschaft belebte sich langsam wieder, wozu etablierte und auch neue Gewerbe und Manufakturen beitrugen (Textilindustrie, Steinkohleförderung, Glas u. a.). Am 9. März 1668 besiegelte er gemeinsam mit C. W. Lüttichau und C. Schindler die erste Innungsverordnung der Dresdner Kleinuhrmacherinnung. Das Silber des Erzgebirges füllte die leeren fürstlichen Kassen, und die Leipziger Messe erwirtschaftete neue Einnahmen. Auch die böhmischen Exulanten (1654) trugen neue Einkünfte zur Wirtschaft bei. Weiterhin bemühte sich die kurfürstliche Verwaltung, die althergebrachten Rechte der Bauernschaft zu schützen..
Nach dem Tod des Kaisers Ferdinand III. am 2. April 1657 hat Kurfürst Johann Georg das ihm zustehende Amt des Reichsverwesers übernommen. Unter seiner persönlichen Mitwirkung wurde Erzherzog Leopold am 18. Juli 1657 zum Kaiser des Heiligen Römischen Reiches erwählt (siehe dazu Vikariatsmünzen Johann Georgs II. (Sachsen)).
Johann Georg ließ zur Verhinderung der Ausführung der vollhaltigen und Einführung der geringhaltigen unterwertigen Münzen in seinem Nebenland Oberlausitz für die Prägung von Landmünzen 1666 die Bautzener Münze neu errichten. Die besonderen Gepräge der Münzstätte sollten den in den kaiserlichen Landen umlaufenden leichter als im Reichsfuß vorgeschriebenen Münzen gleichwertig sein. Da sich die Maßnahme in Bautzen als Fehlschlag erwies, wurde bereits 1667 die Münze wieder stillgelegt und ihre Ausstattung in die Münzstätte Dresden gebracht.
Die Hauptinteressen des Kurfürsten lagen jedoch nicht auf wirtschaftlichem oder politischem, sondern auf kulturellem Gebiet. Unter seiner Regierung wurde Dresden zu einem europäischen Zentrum der Kunst und Musik, vornehmlich der religiösen Musik. Er belebte die Dresdner Hofkapelle neu und zog zahlreiche Künstler aus Italien an seinen Hof, die nach seinem Tod aufgrund von Sparmaßnahmen entlassen wurden.
Durch Herzog Wilhelm IV. von Sachsen-Weimar wurde der Kurfürst 1658 in die Fruchtbringende Gesellschaft aufgenommen. Es wurde ihm als Gesellschaftsname der Preiswürdige und als Motto besteht unwandelbar verliehen. Als Emblem wurde ihm ein Zedernbaum zugedacht. Im Köthener Gesellschaftsbuch findet sich der kurfürstliche Eintrag unter der Nr. 682.
Auf seine Initiative gehen vielfältige Aus- und Umbaumaßnahmen in und um die Residenzstadt zurück. In Dresden z. B. wurden ein Opern- und Komödienhaus, Ballhaus, Schießhaus und Reithaus gebaut bzw. ausgebaut. Im Schloss selbst gestaltete man zahlreiche Räume und den Hausmannsturm im Barockstil, erneuerte aber auch die alte Fassadenmalerei. Ferner legte man einen Italienischen Garten an und begann mit der Anlage des Großen Gartens. Die Hoflößnitz ließ er durch seine Hofmaler in manieristischer Weise ausgestalten. Der namhafteste Architekt seiner Regierung war Wolf Caspar von Klengel.
Zwischen 1661 und 1672 wurde nach den Plänen des Dresdner Architekten von Klengel die Kapelle im Schloss Moritzburg bei Dresden gebaut. Die Grundsteinlegung war am 1. November 1661. Den Grundstein legte der Kurfürst selbst und verschloss unter anderen drei Stück der ersten drei Schautaler zur Grundsteinlegung der Kapelle im Schloss Moritzburg darein.
Die wirtschaftliche Wiederbelebung des Landes spiegelte sich auch in der zunehmenden Zahl der höfischen Festlichkeiten, die auch seinen jüngeren Enkel August als Kind beeindruckten. Im Februar und April 1678 gab es z. B. zwei große Ereignisse, die entsprechend gefeiert wurden: einmal die Durchlauchtigste Zusammenkunft, ein Treffen des Kurfürsten mit seinen Brüdern, den Sekundogenitur-Fürsten von Sachsen-Merseburg, Sachsen-Weißenfels und Sachsen-Zeitz; und einmal wurde das Fest St. Georgens zelebriert. Bei dieser Gelegenheit wurde der Taler auf die Verleihung des Hosenbandordens und auf das St. Georgenfest von 1678 geprägt. Die Zeremonie der Verleihung des Hosenbandordens war vorher am 13. April 1669. Der Hofstaat umfasste 1676 über 300 Personen. Eine Perückensteuer von 10 Talern (1676) und eine Schlittenordnung (1682) wurden notwendig, weil auch die niederen Schichten ihre verbesserte Situation durch Statussymbole auszudrücken wünschten.
Der Wiederaufbau nach dem Dreißigjährigen Krieg und seine aufwendige Hofhaltung verschlangen gewaltige Summen, führten zu einem drohenden Staatsbankrott (1660) und brachten Johann Georg II. in politische Abhängigkeit vom französischen König Ludwig XIV., der ihm erhebliche Subventionen zahlte. Der Kurfürst suchte die Nachteile dieser Allianz durch Geheimdiplomatie mit dem Kaiserhaus, Brandenburg und Bayern auszubalancieren (1664). Bei seinem Tode hinterließ er beachtliche Schulden von etwa 4 Millionen Talern.
Seine Regierungstätigkeit stand in der Entwicklung des Absolutismus und eines Stehenden Heeres den Gegenspielern in Böhmen und Preußen nach, wo man die Stände bereits 1620 bzw. 1663 entmachtet hatte. Johann Georg II. blieb von den sächsischen Landständen abhängig. Auch sein außenpolitischer Wirkungskreis war relativ bescheiden, wenn man ihn etwa mit dem Großen Kurfürsten vergleicht. Entsprechend ungünstig fällt auch das Urteil eines französischen Marschalls aus: Dieser Fürst ward durchaus von fremder Hand gegängelt und zeigte in nichts Fleiß, als alle seine Lebtage hindurch übermäßig zu trinken; er hatte diese seltene Eigenschaft von seinem Vater geerbt. Seine vornehmsten Räte waren vollständig abhängig vom kaiserlichen Hofe. (…).

## Nachkommen
Johann Georg II. hatte sich am 13. November 1638 in Dresden mit Magdalena Sibylle von Brandenburg-Bayreuth verheiratet. Aus der Ehe stammen die Kinder:
- Sibylla Marie (* 16. September 1642; † 17. Februar 1643)
- Erdmuthe Sophie von Sachsen (* 25. Februar 1644; † 22. Juni 1670) ⚭ 1662 Christian Ernst, Markgraf von Brandenburg-Bayreuth
- Johann Georg III. (1647–1691), Kurfürst von Sachsen

## Vorfahren
| Ahnentafel Johann Georg II. | Ahnentafel Johann Georg II.                                                                       | Ahnentafel Johann Georg II.                                                                       | Ahnentafel Johann Georg II.                                                                         | Ahnentafel Johann Georg II.                                                                         | Ahnentafel Johann Georg II.                                                                               | Ahnentafel Johann Georg II.                                                                               | Ahnentafel Johann Georg II.                                                                               | Ahnentafel Johann Georg II.                                                                               |
| --------------------------- | ------------------------------------------------------------------------------------------------- | ------------------------------------------------------------------------------------------------- | --------------------------------------------------------------------------------------------------- | --------------------------------------------------------------------------------------------------- | --- | --- | --- | --- |
| Ururgroßeltern              | Herzog Heinrich der Fromme (1473–1541) ⚭ 1512 Katharina von Mecklenburg (1487–1561)               | König Christian III. (1503–1559) ⚭ 1525 Dorothea von Sachsen-Lauenburg (1511–1571)                | Kurfürst Joachim II. (1505–1571) ⚭ 1524 Magdalene von Sachsen (1507–1534)                           | Herzog Georg von Brandenburg-Ansbach (1484–1543) ⚭ 1525 Hedwig von Münsterberg-Oels (1508–1531)     | Markgraf Friedrich II. von Brandenburg (1460–1536) ⚭ 1479 Sofia Jagiellonka (1464–1512)                   | Fürst Erich I. (1470–1540) ⚭ 1525 Elisabeth von Brandenburg (1510–1558)                                   | Herzog Johann von Jülich-Kleve-Berg (1490–1539) ⚭ 1510 Maria von Jülich-Berg (1491–1543)                  | Kaiser Ferdinand I. (1503–1564) ⚭ 1521 Anna von Böhmen und Ungarn (1503–1547)                             |
| Urgroßeltern                | Kurfürst August von Sachsen (1526–1586) ⚭ 1548 Anna von Dänemark (1532–1585)                      | Kurfürst August von Sachsen (1526–1586) ⚭ 1548 Anna von Dänemark (1532–1585)                      | Kurfürst Johann Georg von Brandenburg (1525–1598) ⚭ 1548 Sabina von Brandenburg-Ansbach (1529–1575) | Kurfürst Johann Georg von Brandenburg (1525–1598) ⚭ 1548 Sabina von Brandenburg-Ansbach (1529–1575) | Herzog Albrecht von Preußen (1490–1568) ⚭ 1550 Anna Maria von Braunschweig (1532–1568)                    | Herzog Albrecht von Preußen (1490–1568) ⚭ 1550 Anna Maria von Braunschweig (1532–1568)                    | Herzog Wilhelm V. (1516–1592) ⚭ 1546 Maria von Österreich (1531–1581)                                     | Herzog Wilhelm V. (1516–1592) ⚭ 1546 Maria von Österreich (1531–1581)                                     |
| Großeltern                  | Kurfürst Christian I. von Sachsen (1560–1591) ⚭ 1582 Sophie von Brandenburg (1568–1622)           | Kurfürst Christian I. von Sachsen (1560–1591) ⚭ 1582 Sophie von Brandenburg (1568–1622)           | Kurfürst Christian I. von Sachsen (1560–1591) ⚭ 1582 Sophie von Brandenburg (1568–1622)             | Kurfürst Christian I. von Sachsen (1560–1591) ⚭ 1582 Sophie von Brandenburg (1568–1622)             | Herzog Albrecht Friedrich von Preußen (1553–1618) ⚭ 1573 Marie Eleonore von Jülich-Kleve-Berg (1550–1608) | Herzog Albrecht Friedrich von Preußen (1553–1618) ⚭ 1573 Marie Eleonore von Jülich-Kleve-Berg (1550–1608) | Herzog Albrecht Friedrich von Preußen (1553–1618) ⚭ 1573 Marie Eleonore von Jülich-Kleve-Berg (1550–1608) | Herzog Albrecht Friedrich von Preußen (1553–1618) ⚭ 1573 Marie Eleonore von Jülich-Kleve-Berg (1550–1608) |
| Eltern                      | Kurfürst Johann Georg I. von Sachsen (1585–1656) ⚭ 1607 Magdalena Sibylle von Preußen (1586–1659) | Kurfürst Johann Georg I. von Sachsen (1585–1656) ⚭ 1607 Magdalena Sibylle von Preußen (1586–1659) | Kurfürst Johann Georg I. von Sachsen (1585–1656) ⚭ 1607 Magdalena Sibylle von Preußen (1586–1659)   | Kurfürst Johann Georg I. von Sachsen (1585–1656) ⚭ 1607 Magdalena Sibylle von Preußen (1586–1659)   | Kurfürst Johann Georg I. von Sachsen (1585–1656) ⚭ 1607 Magdalena Sibylle von Preußen (1586–1659)         | Kurfürst Johann Georg I. von Sachsen (1585–1656) ⚭ 1607 Magdalena Sibylle von Preußen (1586–1659)         | Kurfürst Johann Georg I. von Sachsen (1585–1656) ⚭ 1607 Magdalena Sibylle von Preußen (1586–1659)         | Kurfürst Johann Georg I. von Sachsen (1585–1656) ⚭ 1607 Magdalena Sibylle von Preußen (1586–1659)         |
| Johann Georg II.            |                                                                                                   |                                                                                                   | | | | | | |